# Натурщик
Нату́рщик или нату́рщица — человек, позирующий автору при создании художественного произведения (скульптура, живопись и т. п.). В современном языке под влиянием английского также часто используется слово модель. В официальном списке профессий называется демонстратором пластических поз.

## Особенности работы с натурщиками
Художник Александр Куренной описал в своих воспоминаниях обстановку в мастерской Николая Ге во время работы художника над «Распятием» 1894 года. В ней стоял большой крест грубой работы, который напоминал букву Т с подножкой. К нему художник привязывал натурщика.  Позировавшие на кресте натурщики испытывали подлинные страдания. Николай Ге дожидался момента, когда они превратятся в невыносимые, и уже после этого брал в руки кисть. Художник и «сам „всходил“ на крест», как предполагала доктор искусствоведения Татьяна Карпова в статье «Николай Ге в XX веке» (2016), чтобы показать позу натурщику и примерить на себя «роль» Христа, то есть испытать на самом себе муки Христа.

## Знаменитые натурщицы
- Фрина — гетера, модель скульптора Праксителя
- Люси Мэдокс Браун — модель Данте Габриэля Россетти
- Дороти Дин — модель Фредерика Лейтона, Луизы Старр Канциани, Джорджа Фредерика Уоттса, Джона Эверетта Милле, крупных деятелей фотоискусства своего времени
- Симонетта Веспуччи — модель Боттичелли
- Форнарина — модель Рафаэля
- Мария-Роза (Маргарита) — дочь и натурщица Хосе де Риберы
- Саския ван Эйленбург и Хендрике Стоффельс — модели Рембрандта
- Елена Фоурман и Изабелла Брант — модели Рубенса
- Луиза О’Мерфи — модель Франсуа Буше
- герцогиня Альба — модель Франсиско Гойя
- графиня Ю. П. Самойлова — модель Карла Брюллова. Другая его натурщица, итальянка Аделаида, покончила с собой
- Виттория Кальдони — модель назарейцев и Александра Иванова.
- Викторина Мёран и Берта Моризо— модели Эдуара Мане
- Камилла Клодель — модель Огюста Родена
- Кики с Монпарнаса — модель Мана Рэя и художников Парижской школы
- Жанна Эбютерн — модель Амедео Модильяни
- Гала — модель Сальвадора Дали
- Анна Черткова — модель Николая Ярошенко, Михаила Нестерова и других русских художников

### Дети-натурщики
- Тереза Бланшар — модель Бальтюса
- Мэри Уэлен — модель Нормана Роквелла
- Пенелопа Бутби — натурщица Джошуа Рейнолдса
- Ия Фешина — дочь и натурщица Николая Фешина
- Антониета Ривас Меркадо — дочь и натурщица Антонио Риваса Меркадо
- Конни Гилкрист — натурщица британских художников и фотографов 70-х — 80-х годов XIX века
- Минни Терри — театральная актриса, натурщица британских художников и фотографов 80-х — 90-х годов XIX века

### Вымышленные натурщицы
- Трильби — героиня одноимённого романа Джорджа Дюморье, ирландка-натурщица, которая под гипнозом Свенгали становится певицей и обладательницей роскошного голоса, а после его смерти теряет умение петь.
- Энн — персонаж картин Лоуренса Стивена Лаури